# Plagiolepis regis
Plagiolepis regis  (лат.) — вид муравьёв рода Plagiolepis. Впервые описан в 1931 году украинским мирмекологом В. А. Караваевым.

## Распространение
Эндемик России (Махачкала, Дагестан).

## Описание
Социальный паразит в гнёздах других муравьёв.
Длина тела менее 2 мм.
Усики 11-члениковые.

## Численность
В 1996 году Plagiolepis regis получил статус «vulnerable» («уязвимый») согласно классификации Международного союза охраны природы.